# Роденго-Саяно
Роденго-Саяно (итал. Rodengo-Saiano) — коммуна в Италии, располагается в провинции Брешиа области Ломбардия.
Население составляет 7497 человек, плотность населения составляет 625 чел./км². Занимает площадь 12 км². Почтовый индекс — 25050. Телефонный код — 030.
Покровителем коммуны почитается святитель Николай Мирликийский, чудотворец, празднование 6 декабря.

## Города-побратимы
- Кюртен, Германия